# Tympanistes fusimargo
Tympanistes fusimargo är en fjärilsart som beskrevs av Louis Beethoven Prout 1925. Tympanistes fusimargo ingår i släktet Tympanistes och familjen trågspinnare. Inga underarter finns listade i Catalogue of Life.